# Brilmierpitta
De brilmierpitta (Hylopezus perspicillatus) is een zangvogel uit de familie Grallariidae (mierpitta's).

## Verspreiding en leefgebied
Deze soort komt voor van Honduras tot Ecuador en telt vijf ondersoorten:
- H. p. intermedius: van oostelijk Honduras tot W-Panama.
- H. p. lizanoi: westelijk Costa Rica en westelijk Panama.
- H. p. perspicillatus: oostelijk Panama en noordwestelijk Colombia.
- H. p. periophthalmicus: westelijk Colombia en noordwestelijk Ecuador.
- H. p. pallidior: centraal Colombia.

## Status
De grootte van de populatie is in 2019 geschat op 50.000-500.000 volwassen vogels. Op de Rode lijst van de IUCN heeft deze soort de status niet bedreigd.